# イーストグランドフォークス (ミネソタ州)
イーストグランドフォークス（英: East Grand Forks）は、アメリカ合衆国ミネソタ州北西部ポーク郡に属する都市である。2010年国勢調査による人口は8,601 人であり、ポーク郡では人口最大の町だった。
レッド川流域に位置し、レッド川の東岸にあって、対岸のノースダコタ州グランドフォークスとツインシティとなり、グランドフォークス大都市圏の中心になっている。2011年7月1日時点の都市圏人口は98,054 人だった。

## 歴史

### 1997年洪水

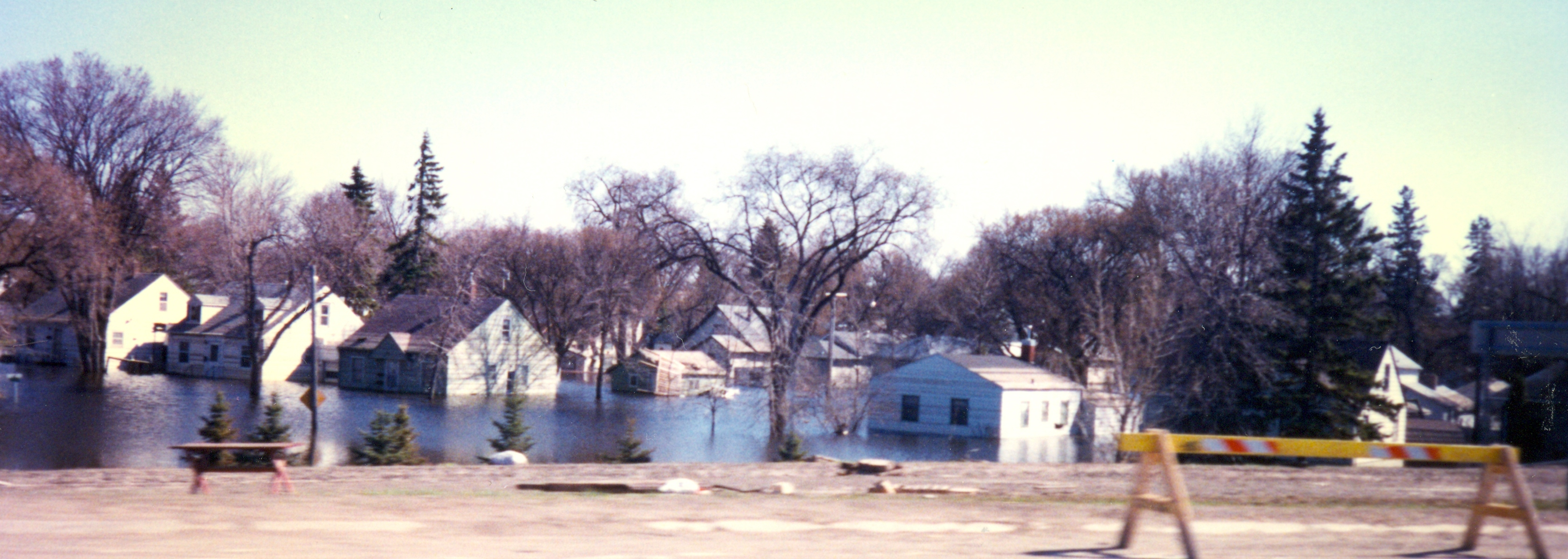
1997年4月、イーストグランドフォークス市の住宅地区が洪水に見舞われた

イーストグランドフォークス市はグランドフォークス市と共に1997年の大洪水で大きな被害を受けた。市街全域が強制避難の対象となり、少しでも損害を受けなかった家屋はほとんどなかった。この洪水後、幾つかの地区は解体するしかなかった。市は自力で再建し、一度水に浸かった中心街には、カベラのスポーツ用品店や、映画館複合施設など多くの新しい企業が入っている。今後の洪水の可能性に備えて新しい堤防が建設された。レッド川とレッド湖川に隣接する土地は開発を止められ、グレーター・グランドフォークス・グリーンウェイと呼ばれる大型公園になっている。

## 地理

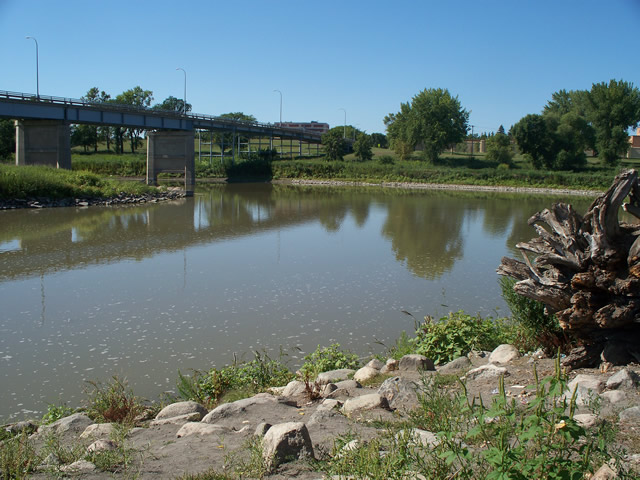
レッド川とレッド湖川の合流点

イーストグランドフォークスは平坦で肥沃なレッド川流域に位置し、太古は氷河湖であるアガシー湖の一部だった。
レッド湖川がイーストグランドフォークス市域を二分している。町の主要部は北岸にあり、中心街や住宅地区の幾つかが入っている。川の南岸は「ザ・ポイント」と呼ばれ、土地は半島状に細くなり、レッド川とレッド湖川が合流している。「ザ・ポイント」には多くの住宅地区が入っている。
アメリカ合衆国国勢調査局に拠れば、市域全面積は5.91平方マイル (15.31 km2)であり、全て陸地である。
アメリカ国道2号線（4車線）、同産業道路、ミネソタ州道220号線の3本が市内の幹線道路である。グランドフォークス大都市圏ではその他に州間高速道路29号線やアメリカ国道81号線も通っている。

## 人口動態

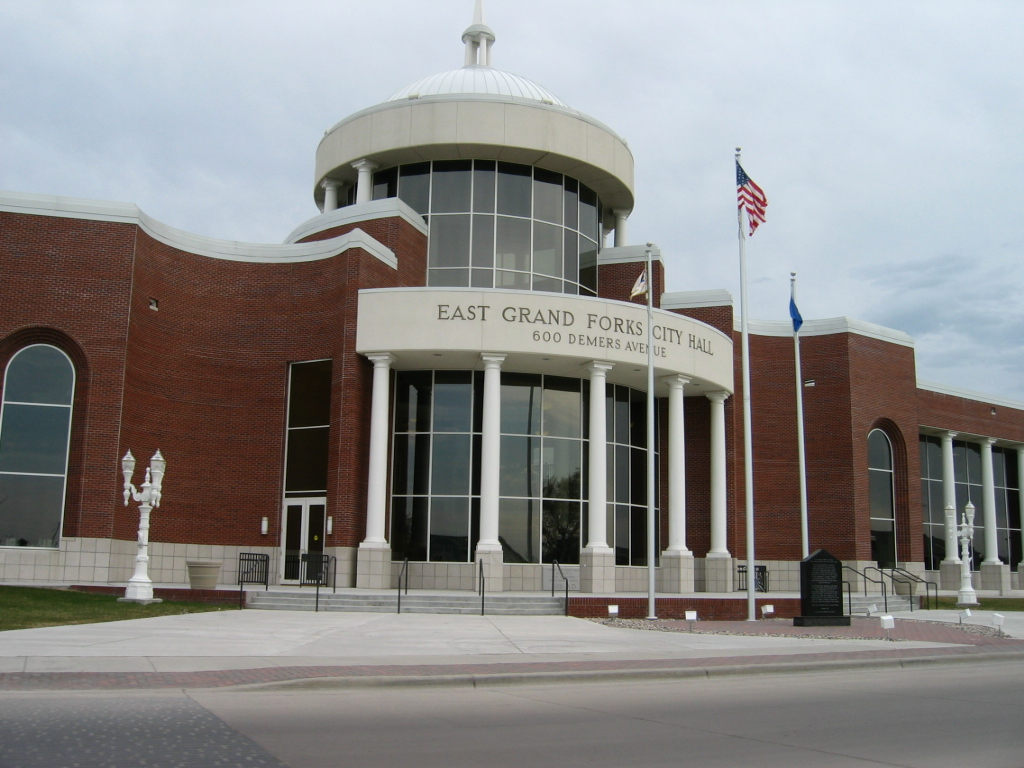
イーストグランドフォークス市役所

### 2010年国勢調査
以下は2010年の国勢調査による人口統計データである。
| 基礎データ - 人口: 8,601 人 - 世帯数: 3,488 世帯 - 家族数: 2,258 家族 - 人口密度: 561.9人/km2（1,455.3人/mi2） - 住居数: 3,626 軒 - 住居密度: 236.9軒/km2（613.5軒/mi2） 人種別人口構成 - 白人: 91.1% - アフリカン・アメリカン: 1.3% - ネイティブ・アメリカン: 1.8% - アジア人: 0.6% - その他の人種: 2.4% - 混血: 2.9% - ヒスパニック・ラテン系: 6.5% | 年齢別人口構成 - 18歳未満: 25.8% - 18-24歳: 10.5% - 25-44歳: 25.8% - 45-64歳: 24.8% - 65歳以上: 13.3% - 年齢の中央値: 35歳 - 性比（女性100人あたり男性の人口） - 総人口: 96.9 世帯と家族（対世帯数） - 18歳未満の子供がいる: 33.8% - 結婚・同居している夫婦: 49.3% - 未婚・離婚・死別女性が世帯主: 11.8% - 非家族世帯: 35.3% - 単身世帯: 28.7% - 65歳以上の老人1人暮らし: 12% - 平均構成人数 - 世帯: 2.45人 - 家族: 3.03人 |

### 2000年国勢調査
以下は2000年の国勢調査による人口統計データである。
| 基礎データ - 人口: 7,501 人 - 世帯数: 2,929 世帯 - 家族数: 1,933 家族 - 人口密度: 579.2人/km2（1,501.5 人/mi2） - 住居数: 3,108 軒 - 住居密度: 240.0軒/km2（622.1 軒/mi2） 人種別人口構成 - 白人: 90.97% - アフリカン・アメリカン: 0.52% - ネイティブ・アメリカン: 1.68% - アジア人: 0.33% - 太平洋諸島系: 0.01% - その他の人種: 4.47% - 混血: 2.01% - ヒスパニック・ラテン系: 7.53% | 年齢別人口構成 - 18歳未満: 28.8% - 18-24歳: 10.8% - 25-44歳: 27.8% - 45-64歳: 20.9% - 65歳以上: 11.7% - 年齢の中央値: 34歳 - 性比（女性100人あたり男性の人口） - 総人口: 98.0 - 18歳以上: 94.6 世帯と家族（対世帯数） - 18歳未満の子供がいる: 36.8% - 結婚・同居している夫婦: 51.3% - 未婚・離婚・死別女性が世帯主: 11.2% - 非家族世帯: 34.0% - 単身世帯: 28.1% - 65歳以上の老人1人暮らし: 10.8% - 平均構成人数 - 世帯: 2.54人 - 家族: 3.16人 | 収入と家計 - 収入の中央値 - 世帯: 35,866米ドル - 家族: 47,846米ドル - 性別 - 男性: 33,134米ドル - 女性: 22,094米ドル - 人口1人あたり収入: 16,599米ドル - 貧困線以下 - 対人口: 12.4% - 対家族数: 8.2% - 18歳未満: 15.7% - 65歳以上: 8.6% |

## 教育

### 初等中等教育
イーストグランドフォークス教育学区には1,758人の児童生徒がおり、小学校2校、中学校1校、高校1校を運営している。私立学校は、小中高校一貫校のローマ・カトリック系セイクレッドハート学校と、非会派キリスト教の小中学校であるリバーサイド・キリスト教学校の2校がある。

### 高等教育機関
市内唯一の高等教育機関として、ノースランド・コミュニティ&テクニカル・カレッジがある。50マイル (80 km) 北東のチーフリバーフォールズにもキャンパスを持っている。1993年にノースウェスト工科カレッジとして始まり、ミネソタ州内の他の町にもキャンパスを持っているが、最終的にノースランド・コミュニティ&テクニカル・カレッジに買収された。2年制短大であり、過去5年間で学生数がしっかりと増えている。レッド川の対岸にあるグランドフォークス市にはノースダコタ大学がある。

## 観光
観光活動の大半は隣接するグランドフォークス市であり、イーストグランドフォークスでは中心街のショッピング地区に、小さなショッピングセンター、15スクリーンの映画館、カベラのスポーツ用品店がある。1997年の洪水後、アメリカ合衆国緊急事態管理局がこの地域を氾濫原に指定しており、現在は州のキャンプ場になっている。ミネソタ州の予算のために、キャンプ場を市に渡す計画がある。このキャンプ場はグレーター・グランドフォークス・グリーンウェイの一部になっている。町の北には民間のゴルフ場、バレー・カントリークラブがある。

### 行事
市内では幾つかの年間行事が開催されている。例えば、キャットフィッシュ（ナマズ）の日、フロスティ・ボッバー釣り選手権、ヘリテージデイズ、芸術と工芸のショーなどである。グランドフォークス市と共有する行事もある。ポテトボウル・パレード、アルコールが無くなる新年ファーストナイトの祭などである。夏にあるキャットフィッシュの日には国内やカナダから多くの観衆が集まり、地域でも最大級の釣りの大会になる。
毎年6月、グランドシティーズ芸術祭が、グランドフォークス市とイーストグランドフォークス市の中心街で開催されている。

## メディア
イーストグランドフォークス市では、週刊紙「ジ・イクスポーネント」が発行されている。地域の日刊紙にはグランドフォークス市で印刷される「グランドフォークス・ヘラルド」がある。テレビ局はグランドフォークス市かファーゴ市にあり、一方ラジオ局はグランドフォークス市かシーフリバーフォールズ市にある。